# Liste der Museen in Lissabon

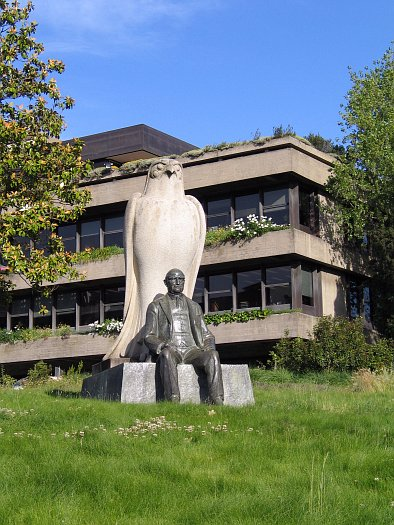
Gulbenkian-Museum

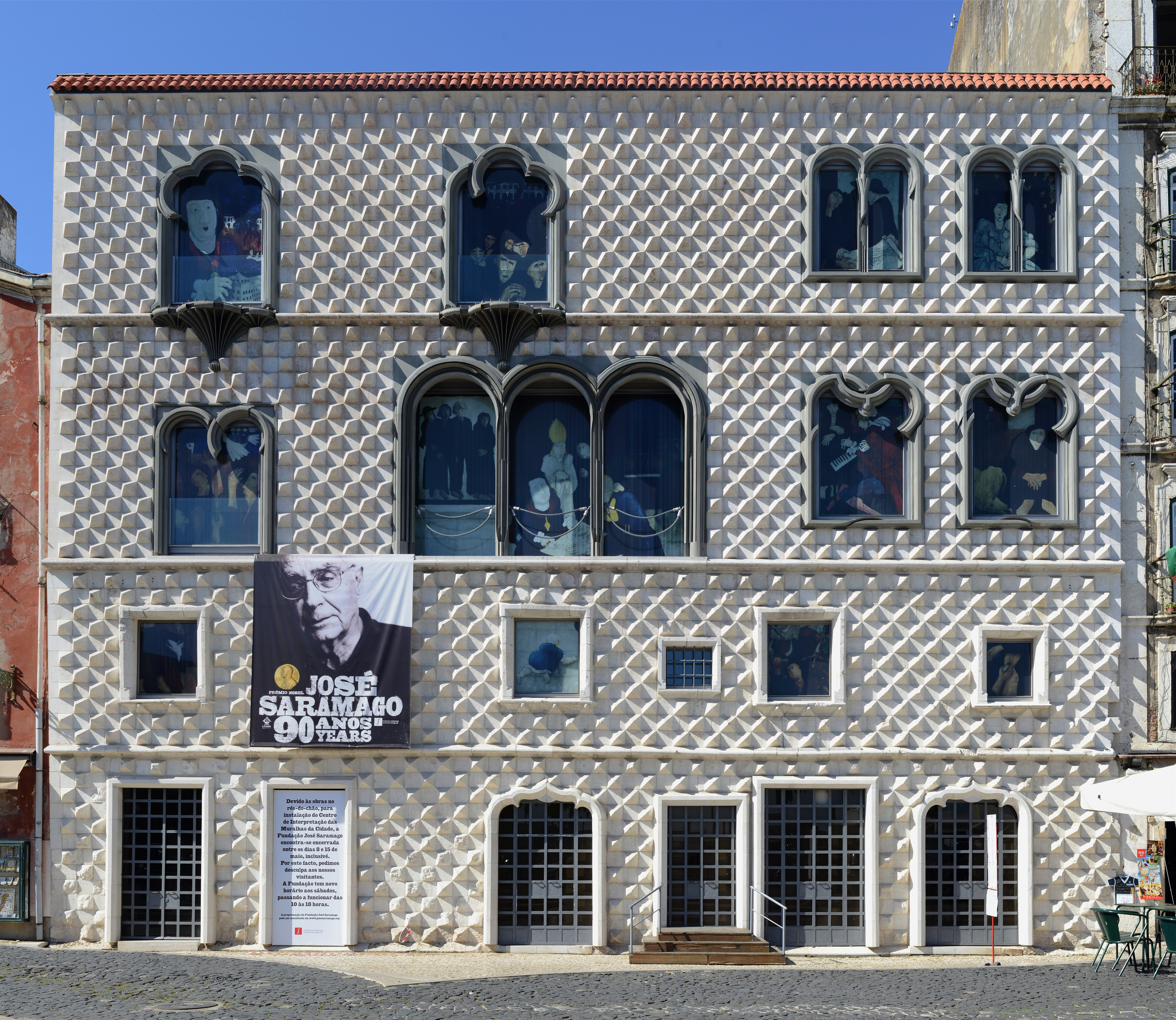
Die Casa dos Bicos mit Sitz und Museum der Fundação José Saramago

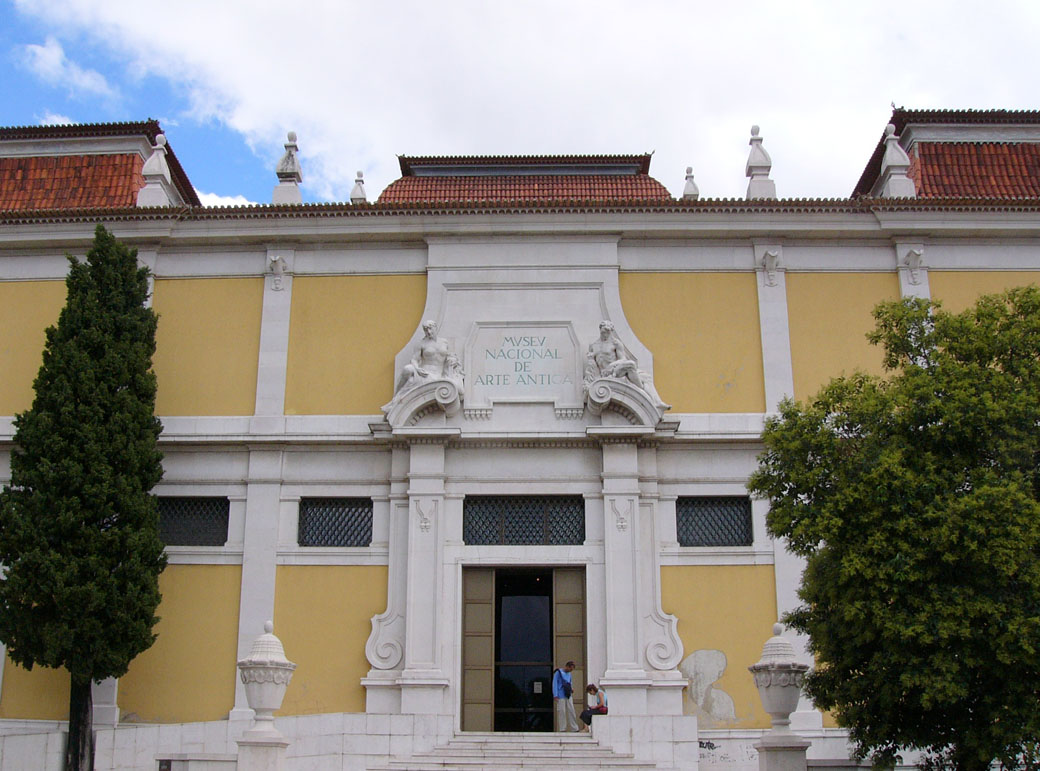
Museu Nacional de Arte Antiga

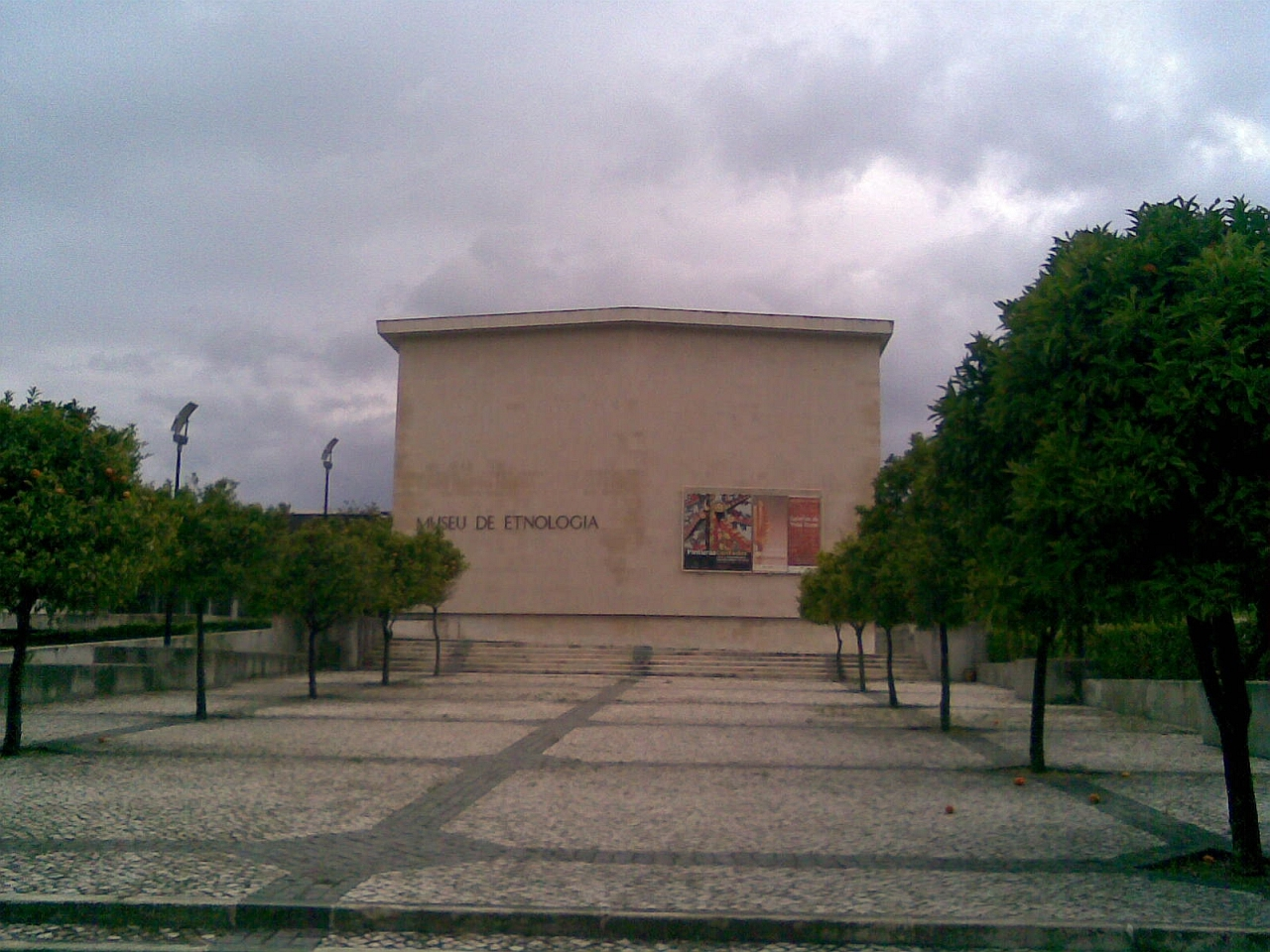
Museu de Etnologia

Die Liste der Museen in Lissabon enthält Museen und museumsähnliche Einrichtungen der portugiesischen Hauptstadt, dabei wird nicht nach dem Träger der Museen unterschieden. Die Liste erhebt keinen Anspruch auf Vollständigkeit.
- Casa Fernando Pessoa – Museum über den port. Dichter Fernando Pessoa
- Casa-Museu Dr. Anastácio Gonçalves – Kunstsammlung im Haus Dr. Anastácio Gonçalves (1889–1965)
- Casa-Museu Medeiros e Almeida – Kunstsammlung im Haus António de Medeiros e Almeida
- Casa do Fado e da Guitarra Portuguesa – Museum über den traditionellen Musikstil Fado
- Centro de Arte Moderna Gulbenkian – Museum der Gulbenkian-Stiftung für Moderne Kunst
- Centro Cultural de Belém – Kulturzentrum in Belém mit Museen, darunter das Museum mit der Sammlung Colecção Berardo
- Cinemateca Portuguesa – Museu do Cinema – Filmmuseum
- Fundação Árpád Szenes-Vieira da Silva – Museum der Stiftung des portugiesisch-ungarischen Künstlerpaars Árpád Szenes / Maria Helena Vieira da Silva
- Fundação José Saramago – die Stiftung José Saramagos mit Sitz und Museum in der historischen Casa dos Bicos
- Lisboa Story Centre – stadtgeschichtliches Museum im Terreiro do Paço
- Museu Arqueológico do Carmo – Archäologisches Museum im Carmo-Kloster
- Museu da Água – Wassermuseum (am Ende des Aquädukts)
- Museu de Arte, Arquitetura e Tecnologia – Museum für Kunst, Architektur und Technologie, Bélem
- Museu de Arte Sacra – Museum für sakrale Kunst in der Kirche Igreja de São Roque
- Museu da Carris – Straßenbahnmuseum
- Museu da Cidade – Städtisches Museum
- Museu Colecção Berardo – Museum für moderne und zeitgenössische Kunst, im Centro Cultural de Bélem
- Museu do Design e da Moda (MUDE) – Design- und Modemuseum
- Museu da Electricidade – Elektrizitätsmuseum (in einem alten Kohlekraftwerk am Tejo-Ufer)
- Museu da Farmácia – Apothekenmuseum
- Museu do Fado – Fadomuseum
- Museu Calouste Gulbenkian / Centro de Arte Moderna – Kunstmuseum von der Antike bis zur Gegenwart
- Museu de Marinha – Marinemuseum
- Museu da Música – Musikmuseum
- Museu do Oriente – Orientmuseum
- Museu da Rádio – Radiomuseum
- Museu Escola des Artes Decorativas – Museum für Angewandte Kunst
- Museu Fundaçao Amalia Rodrigues – Museum der Stiftung Amália Rodrigues
- Museu Militar – Militärmuseum
- Museu Nacional de Arqueologia – Nationalmuseum für Archäologie
- Museu Nacional de Arte Antiga – Nationalmuseum für alte Kunst
- Museu Nacional de Arte Contemporânea do Chiado – Museum für Moderne Kunst
- Museu Nacional do Azulejo – Azulejomuseum
- Museu Nacional dos Coches – Kutschenmuseum im Bélem
- Museu Nacional de Etnologia – Ethnologisches Museum
- Museu Nacional de História Natural e da Ciência  – Naturkundemuseum der Universität von Lissabon
- Museu Nacional do Teatro e da Dança – Theatermuseum (im Parque Botânico do Monteiro-Mor)
- Museu Nacional do Traje – Kostümmuseum (im Parque Botânico do Monteiro-Mor)
- Museu Rafael Bordalo Pinheiro
- Museu Teatro Romano – Museum über das Römische Theater von Lissabon